# Anastasia von Kiew

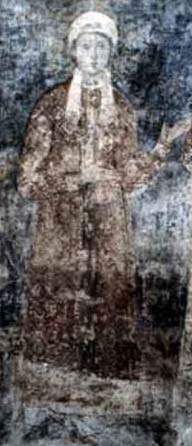
Fresko in der Sophienkathedrale (11. Jh.)

Anastasia von Kiew (ukrainisch Анастасія Ярославна, russisch Анастасия Ярославна; * 1021; † 1096) aus dem Geschlecht der Rurikiden war Königin von Ungarn.

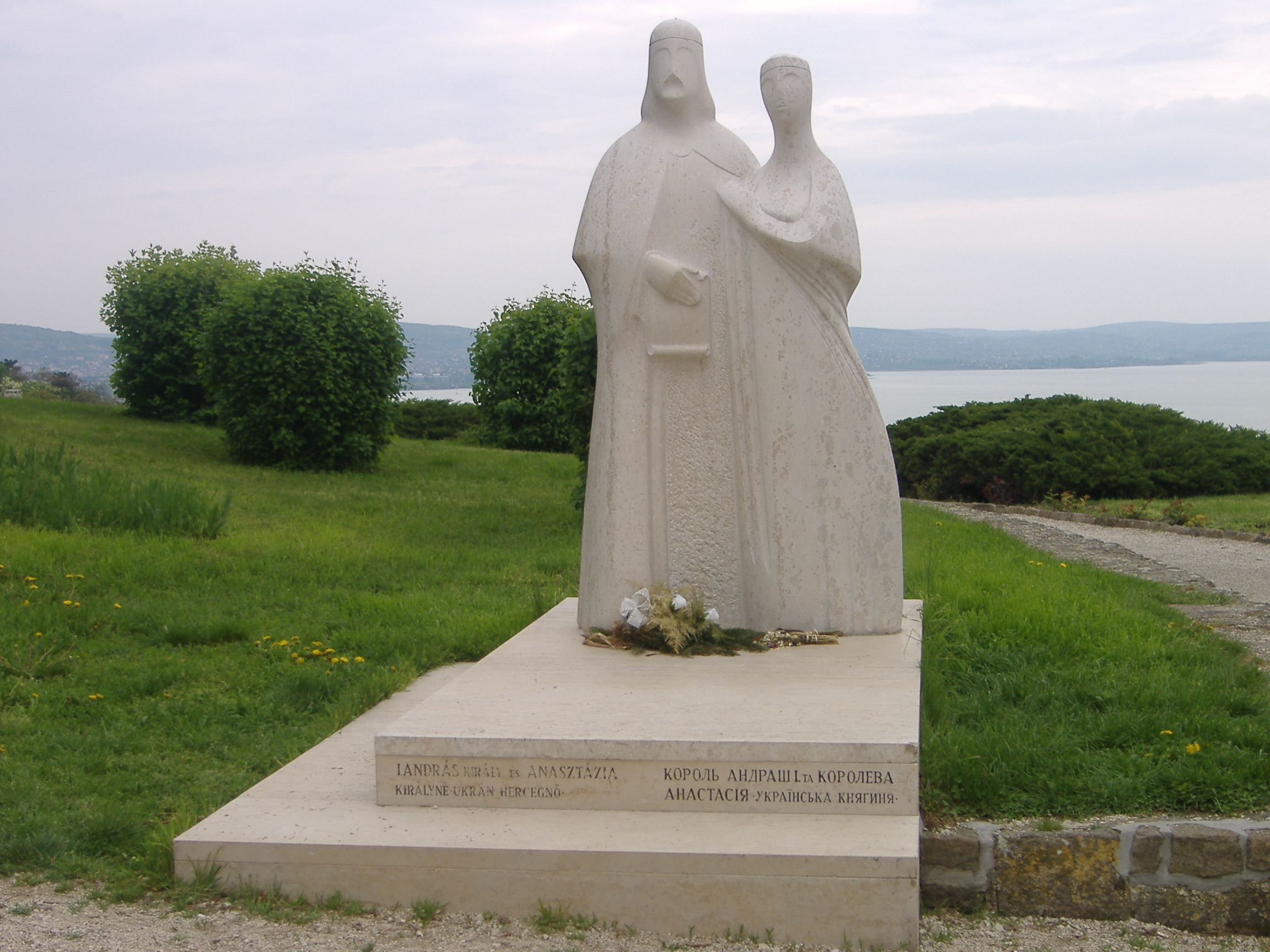
Denkmal für Andreas I. und Anastasia von Kiew in Tihany (Ungarn)

## Biografie
Sie wurde als Tochter von Großfürst Jaroslaw I. Wladimirowitsch von Kiew und dessen Frau Ingegerd von Schweden geboren.
Im Jahre 1037/38 wurde sie mit dem späteren ungarischen König Andreas I. vermählt, nachdem dieser zuvor mit einer ungarischen Heidin unbekannten Namens verheiratet war.
Das Paar hatte drei Kinder, der älteste Sohn Salomon wurde von seinem Vater zum Nachfolger bestimmt. Andreas I. starb im Jahre 1060, und Königin Anastasia verbrachte ihre restlichen 14 Lebensjahre unter dem Namen Agmunda als Nonne in Admont.

## Nachkommen
- Salomon I. (* 1052; † 1087), König von Ungarn
- David († nach 1094)
- Adelheid (* 1040; † 1062), ⚭ Vratislav II., König von Böhmen